# Visker
Visker est une commune française située dans le centre du département des Hautes-Pyrénées, en région Occitanie.
Sur le plan historique et culturel, la commune est dans l’ancien comté de Bigorre, comté historique des Pyrénées françaises et de Gascogne. Exposée à un climat de montagne, elle est drainée par l'Aube et par divers autres petits cours d'eau. La commune possède un patrimoine naturel remarquable composé de deux zones naturelles d'intérêt écologique, faunistique et floristique.
Visker est une commune rurale qui compte 368 habitants en 2022, après avoir connu une forte hausse de la population depuis 1975. Elle fait partie de l'aire d'attraction de Tarbes. Ses habitants sont appelés (los) Bisquerés ou Los de Bisquér (en français administratif : les Viskerois ou  Viskeroises).

## Géographie

### Localisation
La commune de Visker se trouve dans le département des Hautes-Pyrénées, en région Occitanie.
Elle se situe à 10 km à vol d'oiseau de Tarbes, préfecture du département, et à 9 km d'Ossun, bureau centralisateur du canton d'Ossun dont dépend la commune depuis 2015 pour les élections départementales.
La commune fait en outre partie du bassin de vie de Tarbes.
Les communes les plus proches sont : 
Loucrup (2,1 km), Layrisse (2,2 km), Orincles (2,4 km), Saint-Martin (3,1 km), Hiis (3,1 km), Arcizac-Adour (3,4 km), Barry (3,6 km), Bénac (3,6 km).
Sur le plan historique et culturel, Visker fait partie de l’ancien comté de Bigorre, comté historique des Pyrénées françaises et de Gascogne créé au IXe siècle puis rattaché au domaine royal en 1302, inclus ensuite au comté de Foix en 1425 puis une nouvelle fois rattaché au royaume de France en 1607. La commune est dans le pays de Tarbes et de la Haute Bigorre.

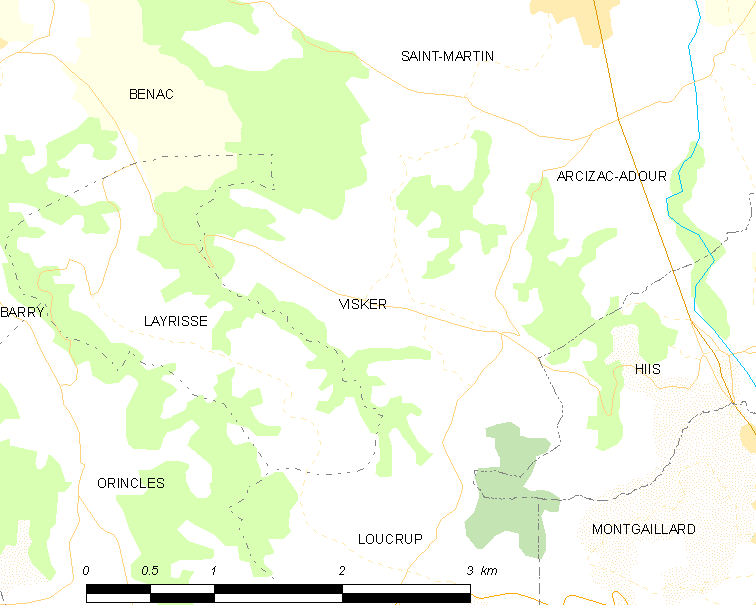
Carte de la commune de Visker et des proches communes.

| Bénac    | Saint-Martin |               |
| Layrisse | Visker       | Arcizac-Adour |
|          | Loucrup      | Hiis          |

### Paysages et relief

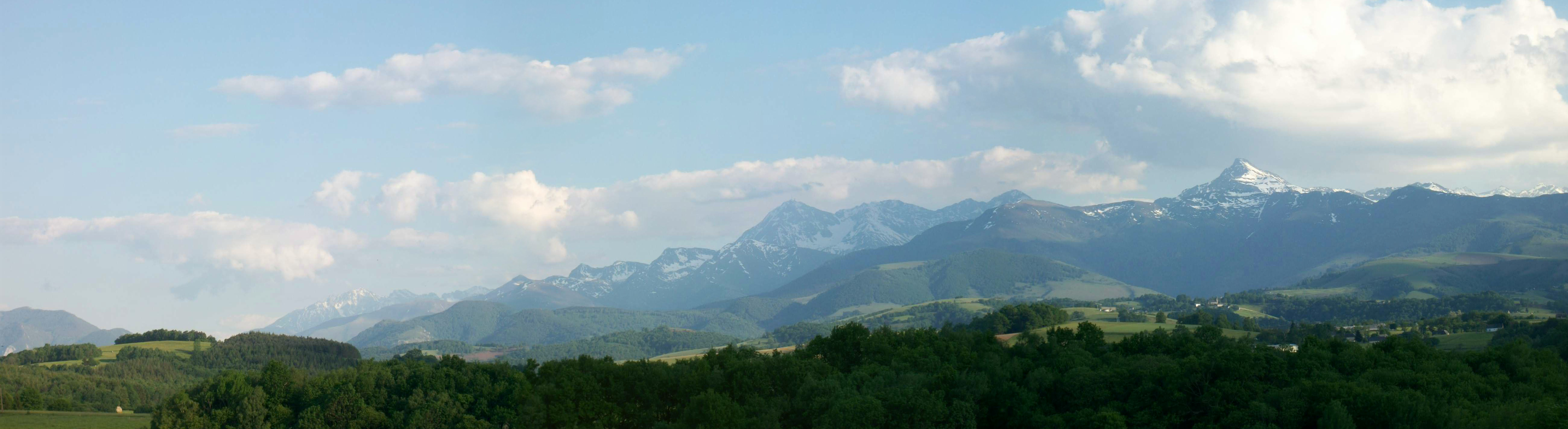
Vue sur la chaîne des Pyrénées depuis Visker.

À 530 mètres d'altitude, la chaîne des Pyrénées ponctue le paysage au sud. Au nord, se déploie en contrebas la plaine de l'Adour et, en son sein, l'agglomération tarbaise. Le village est ainsi souvent le prétexte aux escapades cyclistes ou pédestres. L'observatoire Biscarmiau a trouvé là un terrain idéal pour contempler les étoiles.
La répartition du bâti est fortement influencée par le relief du site. Reproduisant l'archétype du village-rue, il s'étend d'abord en longueur aux abords de la route départementale no 3. Mais cet axe est secondé, en parallèle, par une seconde voirie, prétexte à un habitat plus ou moins dispersé souvent unilatéral. Sur une certaine distance, les routes se déploient sur deux éminences distinctes. Se surajoutent à elles, des voies transversales généralement abruptes, un lotissement-excroissance, un lotissement-hameau situé sur une troisième éminence plus à l'écart, et quelques habitations isolées.

### Hydrographie
La commune est dans le bassin de l'Adour, au sein du bassin hydrographique Adour-Garonne. Elle est drainée par l'Aube et par divers petits cours d'eau, constituant un réseau hydrographique de 8 km de longueur totale,.

### Climat
Le climat qui caractérise la commune est qualifié, en 2010, de « climat des marges montargnardes », selon la typologie des climats de la France qui compte alors huit grands types de climats en métropole. En 2020, la commune ressort du type « climat de montagne » dans la classification établie par Météo-France, qui ne compte désormais, en première approche, que cinq grands types de climats en métropole. Pour ce type de climat, la température décroît rapidement en fonction de l'altitude. On observe une nébulosité minimale en hiver et maximale en été. Les vents et les précipitations varient notablement selon le lieu.
Les paramètres climatiques qui ont permis d’établir la typologie de 2010 comportent six variables pour les températures et huit pour les précipitations, dont les valeurs correspondent à la normale 1971-2000. Les sept principales variables caractérisant la commune sont présentées dans l'encadré ci-après.
| Paramètres climatiques communaux sur la période 1971-2000 - Moyenne annuelle de température : 11,7 °C - Nombre de jours avec une température inférieure à −5 °C : 4,3 j - Nombre de jours avec une température supérieure à 30 °C : 4,7 j - Amplitude thermique annuelle : 14,1 °C - Cumuls annuels de précipitation : 1 115 mm - Nombre de jours de précipitation en janvier : 10,3 j - Nombre de jours de précipitation en juillet : 8,2 j |

Avec le changement climatique, ces variables ont évolué. Une étude réalisée en 2014 par la Direction générale de l'Énergie et du Climat complétée par des études régionales prévoit en effet que la  température moyenne devrait croître et la pluviométrie moyenne baisser, avec toutefois de fortes variations régionales. Ces changements peuvent être constatés sur la station météorologique de Météo-France la plus proche, « Tarbes-Lourdes-Pyrénées », sur la commune d'Ossun, mise en service en 1946 et qui se trouve à 9 km à vol d'oiseau,, où la température moyenne annuelle évolue de 12,2 °C pour la période 1971-2000, à 12,6 °C pour 1981-2010, puis à 12,9 °C pour 1991-2020.

### Milieux naturels et biodiversité
L’inventaire des zones naturelles d'intérêt écologique, faunistique et floristique (ZNIEFF) a pour objectif de réaliser une couverture des zones les plus intéressantes sur le plan écologique, essentiellement dans la perspective d’améliorer la connaissance du patrimoine naturel national et de fournir aux différents décideurs un outil d’aide à la prise en compte de l’environnement dans l’aménagement du territoire.
Une ZNIEFF de type 1 est recensée sur la commune :
le « réseau hydrographique des Angles et du Bénaquès » (260 ha), couvrant 35 communes du département et une ZNIEFF de type 2, : 
les « coteaux et vallons des Angles et du Bénaquès » (12 879 ha), couvrant 45 communes du département.

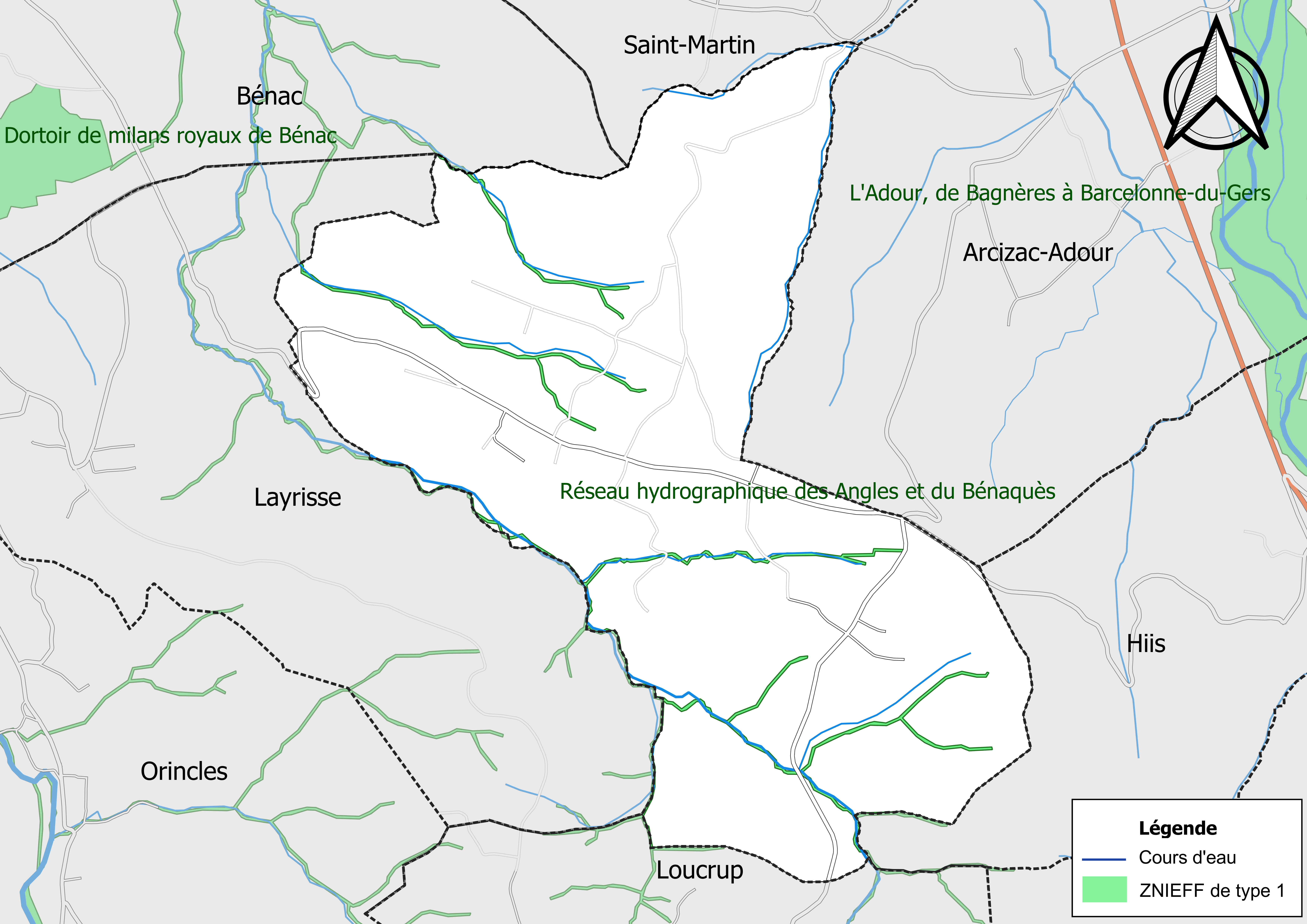
Carte de la ZNIEFF de type 1 sur la commune.
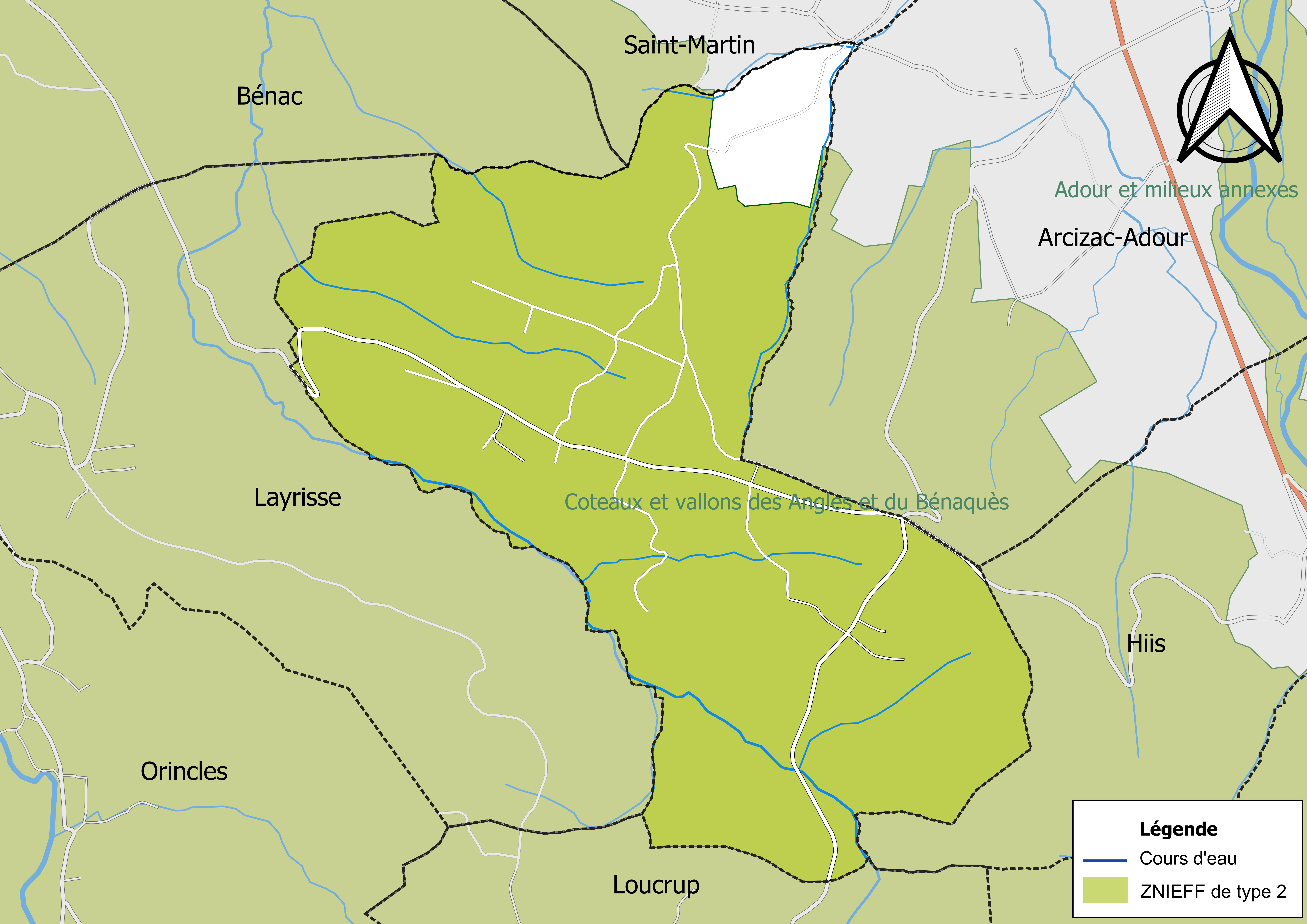
Carte de la ZNIEFF de type 2 sur la commune.

## Urbanisme

### Typologie
Au 1er janvier 2024, Visker est catégorisée commune rurale à habitat dispersé, selon la nouvelle grille communale de densité à sept niveaux définie par l'Insee en 2022.
Elle est située hors unité urbaine. Par ailleurs la commune fait partie de l'aire d'attraction de Tarbes, dont elle est une commune de la couronne,. Cette aire, qui regroupe 153 communes, est catégorisée dans les aires de 50 000 à moins de 200 000 habitants,.

### Occupation des sols
L'occupation des sols de la commune, telle qu'elle ressort de la base de données européenne d’occupation biophysique des sols Corine Land Cover (CLC), est marquée par l'importance des territoires agricoles (75,4 % en 2018), une proportion identique à celle de 1990 (75,4 %). La répartition détaillée en 2018 est la suivante : 
zones agricoles hétérogènes (75,4 %), forêts (24,6 %).
L'IGN met par ailleurs à disposition un outil en ligne permettant de comparer l’évolution dans le temps de l’occupation des sols de la commune (ou de territoires à des échelles différentes). Plusieurs époques sont accessibles sous forme de cartes ou photos aériennes : la carte de Cassini (XVIIIe siècle), la carte d'état-major (1820-1866) et la période actuelle (1950 à aujourd'hui).

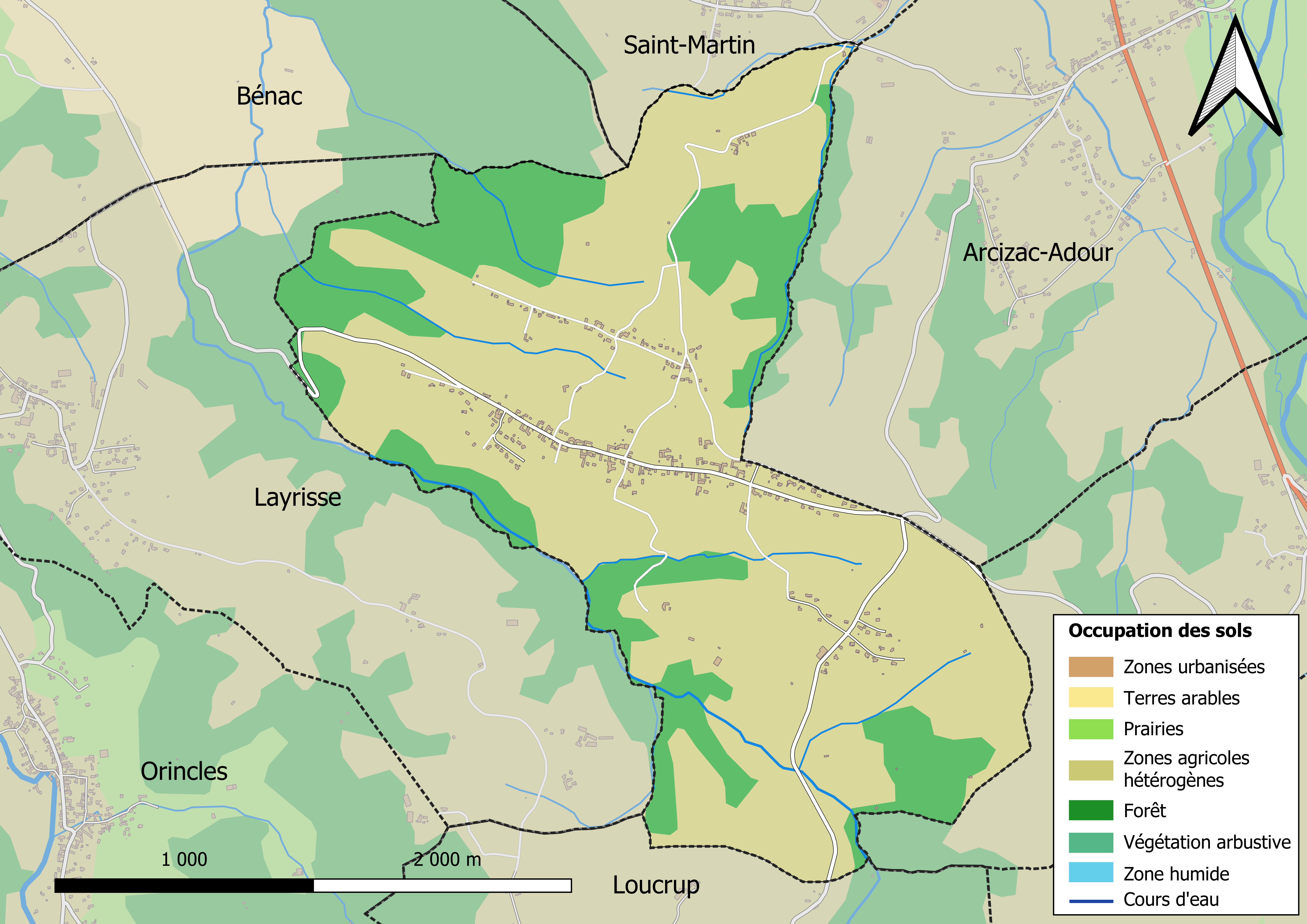
Carte des infrastructures et de l'occupation des sols en 2018 (CLC) de la commune.
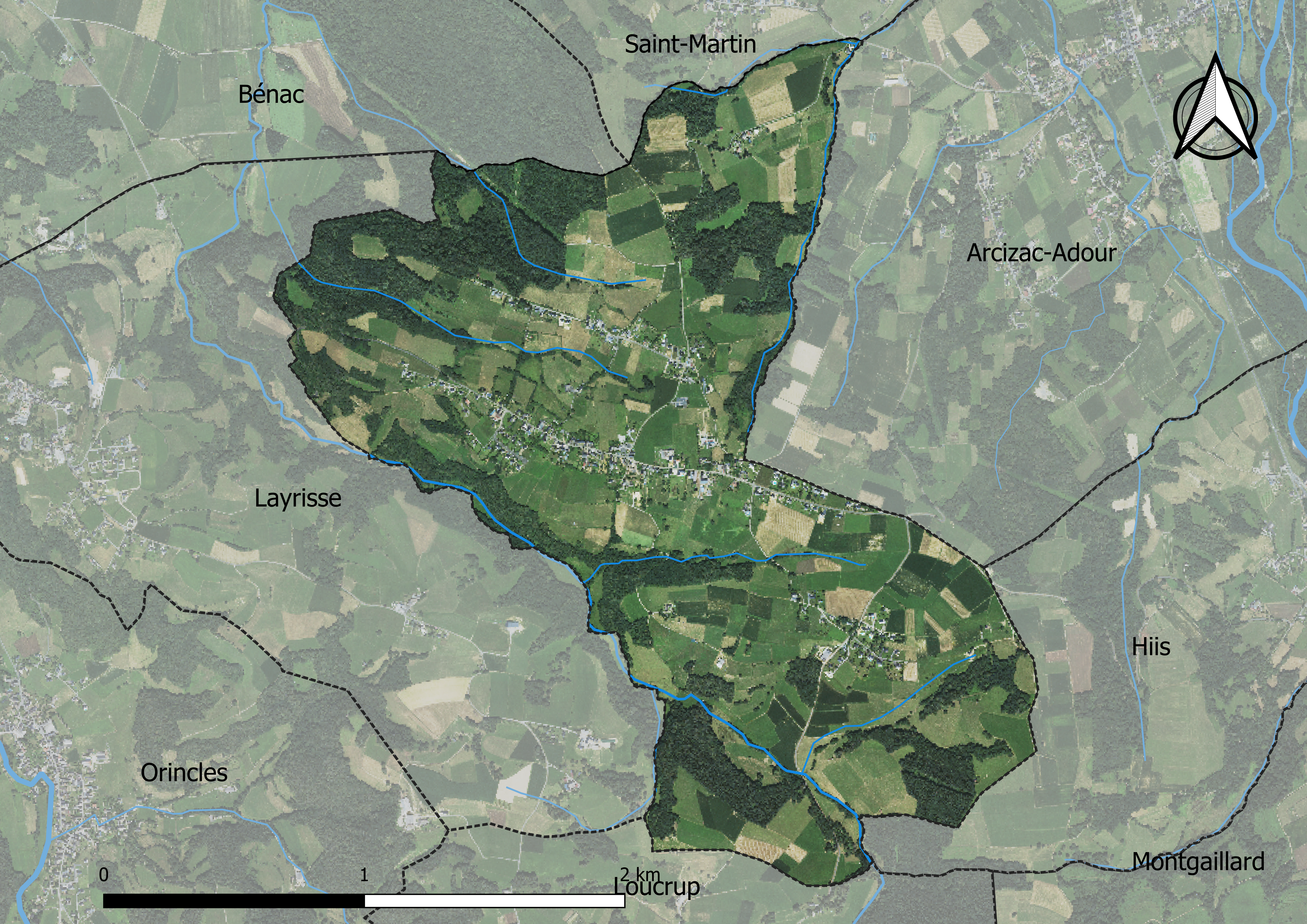
Carte orthophotogrammétrique de la commune.

### Risques majeurs
Le territoire de la commune de Visker est vulnérable à différents aléas naturels : météorologiques (tempête, orage, neige, grand froid, canicule ou sécheresse), inondations, mouvements de terrains et séisme (sismicité moyenne). Un site publié par le BRGM permet d'évaluer simplement et rapidement les risques d'un bien localisé soit par son adresse soit par le numéro de sa parcelle.
Certaines parties du territoire communal sont susceptibles d’être affectées par le risque d’inondation par débordement de cours d'eau, notamment La cartographie des zones inondables en ex-Midi-Pyrénées réalisée dans le cadre du XIe Contrat de plan État-région, visant à informer les citoyens et les décideurs sur le risque d’inondation, est accessible sur le site de la DREAL Occitanie. La commune a été reconnue en état de catastrophe naturelle au titre des dommages causés par les inondations et coulées de boue survenues en 1982, 1999 et 2009,.
Visker est exposée au risque de feu de forêt. Un plan départemental de protection des forêts contre les incendies a été approuvé par arrêté préfectoral le 21 avril 2020 pour la période 2020-2029. Le précédent couvrait la période 2007-2017. L’emploi du feu est régi par deux types de réglementations. D’abord le code forestier et l’arrêté préfectoral du 27 octobre 2014, qui réglementent l’emploi du feu à moins de 200 m des espaces naturels combustibles sur l’ensemble du département. Ensuite celle établie dans le cadre de la lutte contre la pollution de l’air, qui interdit le brûlage des déchets verts des particuliers. L’écobuage est quant à lui réglementé dans le cadre de commissions locales d’écobuage (CLE).

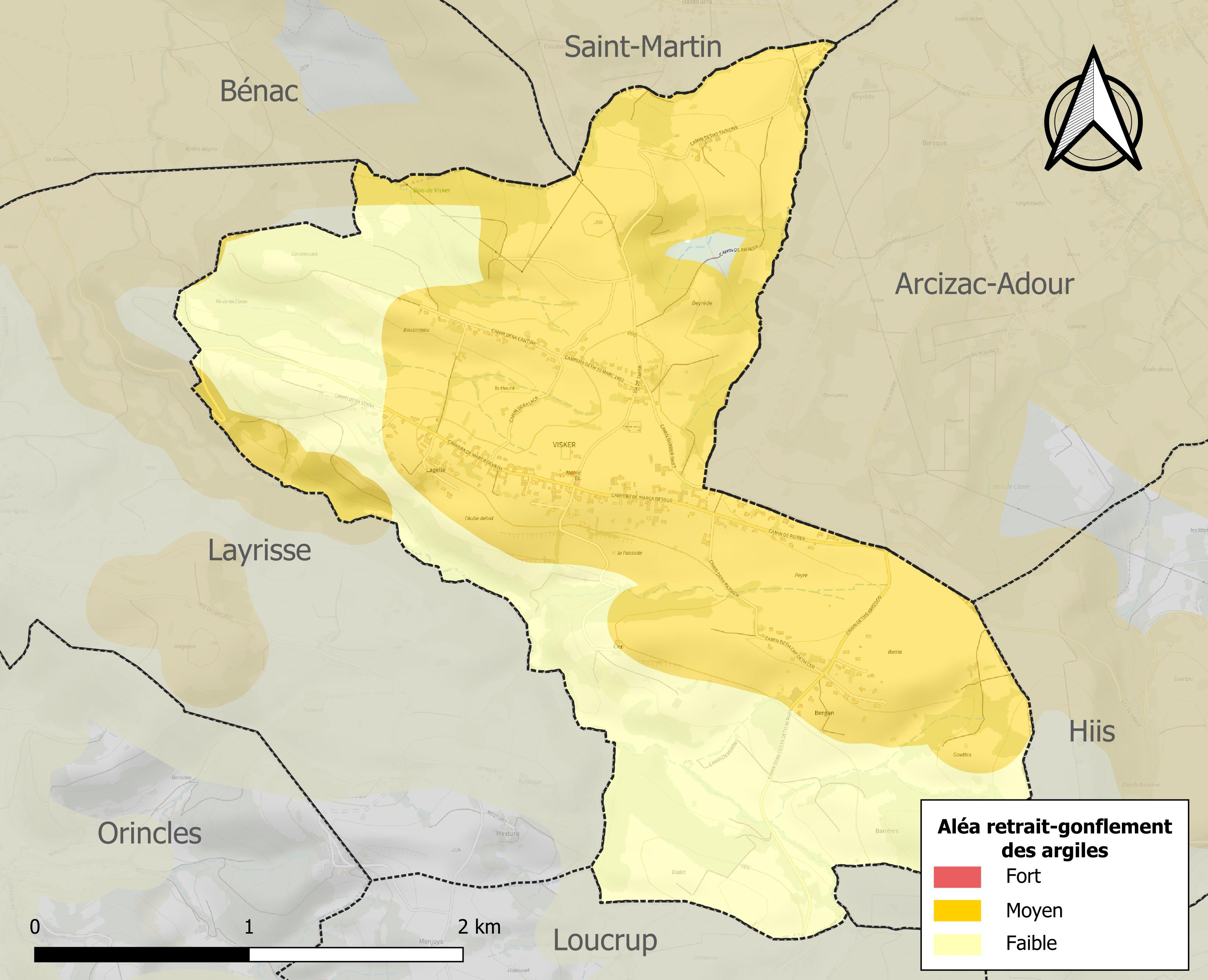
Carte des zones d'aléa retrait-gonflement des sols argileux de Visker.

Les mouvements de terrains susceptibles de se produire sur la commune sont des mouvements de sols liés à la présence d'argile et des tassements différentiels.
Le retrait-gonflement des sols argileux est susceptible d'engendrer des dommages importants aux bâtiments en cas d’alternance de périodes de sécheresse et de pluie. 61,3 % de la superficie communale est en aléa moyen ou fort (44,5 % au niveau départemental et 48,5 % au niveau national). Sur les 154 bâtiments dénombrés sur la commune en 2019, 147 sont en aléa moyen ou fort, soit 95 %, à comparer aux 75 % au niveau départemental et 54 % au niveau national. Une cartographie de l'exposition du territoire national au retrait gonflement des sols argileux est disponible sur le site du BRGM,.
Par ailleurs, afin de mieux appréhender le risque d’affaissement de terrain, l'inventaire national des cavités souterraines permet de localiser celles situées sur la commune.
Concernant les mouvements de terrains, la commune a été reconnue en état de catastrophe naturelle au titre des dommages causés par des mouvements de terrain en 1999.

## Toponymie

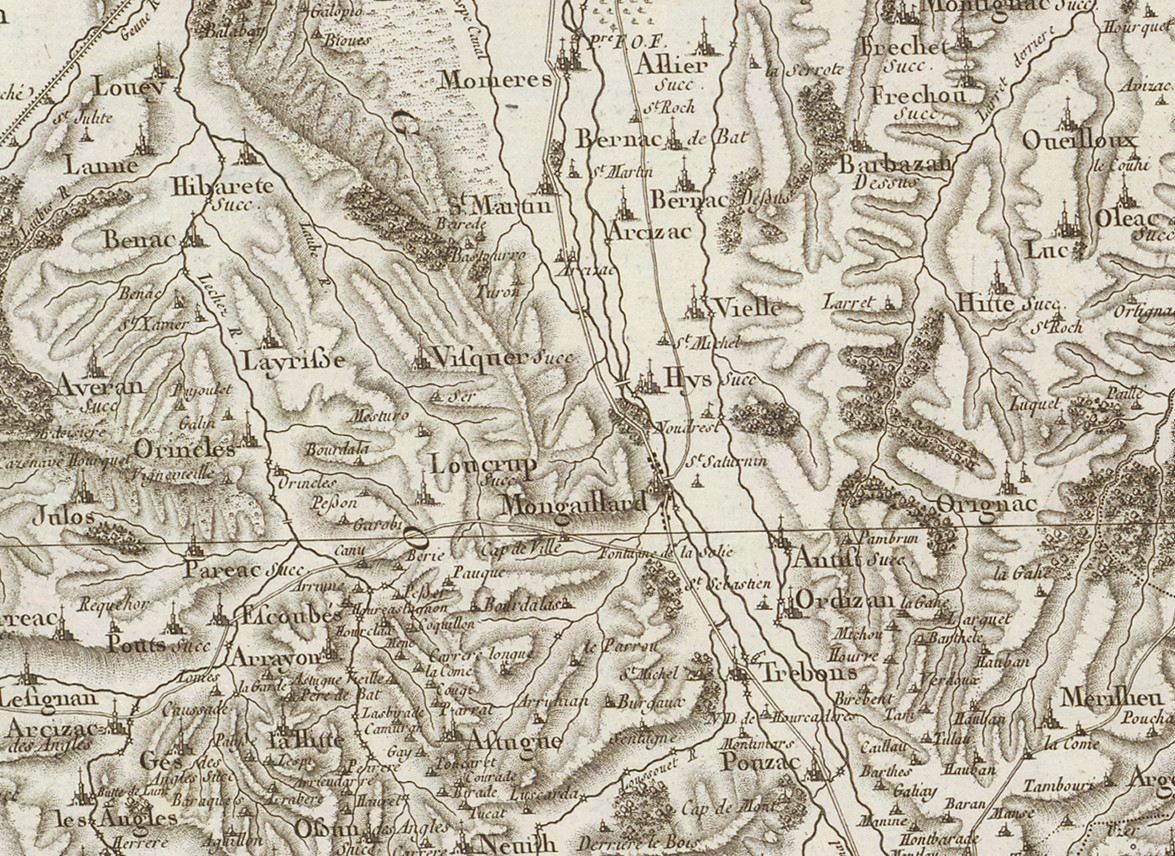
Extrait de la carte de Cassini (entre 1756 et 1789) situant Visker au nord de Montgaillard.

Les principales informations se trouvent dans le Dictionnaire toponymique des communes des Hautes-Pyrénées de Michel Grosclaude et Jean-François Le Nail qui rapporte les dénominations historiques du village :
Dénominations historiques :
- en P. de Bisquers (1283, procès Bigorre) ;
- Bisquers (1285, montre Bigorre) ;
- Petrus de Bisqueriis, latin (1300, enquête Bigorre) ;
- De Bisquerrio, Bisquerio, latin (1313, Debita regi Navarre) ;
- de Visqueriis, latin (1379, procuration Tarbes) ;
- Bisquer (1429, censier de Bigorre) ;
- Visquer (1742-1768, registres paroissiaux) ;
- Bisquer (1760, Larcher, pouillé de Tarbes) ;
- Visquer (fin XVIIIe siècle, carte de Cassini).

Étymologie : même mot que le basque bizkar (= dos, faîte du toit, crête de montagne).
« Visker » viendrait de l'aquitanien (dit aussi 'proto-basque') Biskar qui signifie « crête allongée ».
Nom gascon : Bisquèr.

## Histoire

### Bisquèr: une seigneurie passant de mains en mains
Sous l'Ancien Régime, Visker est une seigneurie relevant de la baronnie de Bénac. Elle passe dans les mains de six familles consécutives.
Au XIVe siècle, une famille éponyme est à sa tête. Au XVe siècle, la famille de Barbazan, dont  Arnault Guilhem est le représentant le plus connu, lui succède. Mais, le 10 avril 1453, Manaud de Barbazan, qui est déjà moine de l'abbaye de Saint-Sever, cède à Auçer de Villembits, son neveu, ses droits sur le village. Sa descendante, Anne de Villembits, ayant été mariée avec Bernard de Soréac, ils sont ensuite transmis aux seigneurs de cette lignée tout au long du XVIe siècle. Ceux-ci finissent par les vendre, le 3 novembre 1593, à François de Saint-Sevié. Ses successeurs deviennent les barons de Montaut à partir de 1636. Ainsi, Françoise de  Montaut, apporte Visker, lors de son mariage en 1669 avec Louis de Salgues de Lescure. Cependant, le 12 juillet 1715, elle se démet des droits de sa famille sur Visker, par un acte de vente partiel, en faveur de Dominique d'Intrans. Celui-ci ajoute, à son nom, celui de Visker.
Le château de Visker a disparu à une époque impossible à préciser. Était-il proche de l'église ? Nous savons seulement, qu'en 1656, Marie de Noé, mère de Françoise de Montaut, habitait une maison seigneuriale située à un quart de lieue. Les vestiges de deux moulins sont visibles, en contrebas du centre villageois, dans les bois traversés par l'Aube.

### Cadastre de Visker
Le plan cadastral napoléonien de Visker est consultable sur le site des archives départementales des Hautes-Pyrénées.

### Héraldique
| Visker | Son blasonnement est : De sinople aux deux renards d'or. Le seigneurs d'Ossun, de Bénac et de Saint-Martin avaient pour habitude d'aller chasser à Visker. L'un d'eux aurait qualifié les autochtones de « renards » en référence à leurs qualités de traqueurs. Le blason « de sinople aux deux renards d'or, passant l'un sur l'autre » s'inspirerait de cette anecdote. |

### Un village en mutation auXXesiècle
En 1866, on compte 64 exploitations agricoles. En 1970, il n'en reste que 35.
Le village, ayant planifié des lotissements, voit, à la fin du XXe siècle de nouveaux arrivants s'établir. Il s'éloigne ainsi peu à peu de son passé strictement agricole pour accueillir une population travaillant en ville.
La classe unique avait, à l'école, jusque-là été la règle. Au début des années 1990, seuls la grande section et le cours préparatoire sont désormais dispensés à Visker, d'autres villages aux alentours devant assurer les autres classes.
En 1994, est inaugurée la « maison du village ». Elle comprend la mairie, la salle des fêtes attenante mais aussi des locaux nécessaires à la vie associative. Ceux-ci accueillent le Foyer ou encore la bibliothèque du village.

## Politique et administration

### Liste des maires

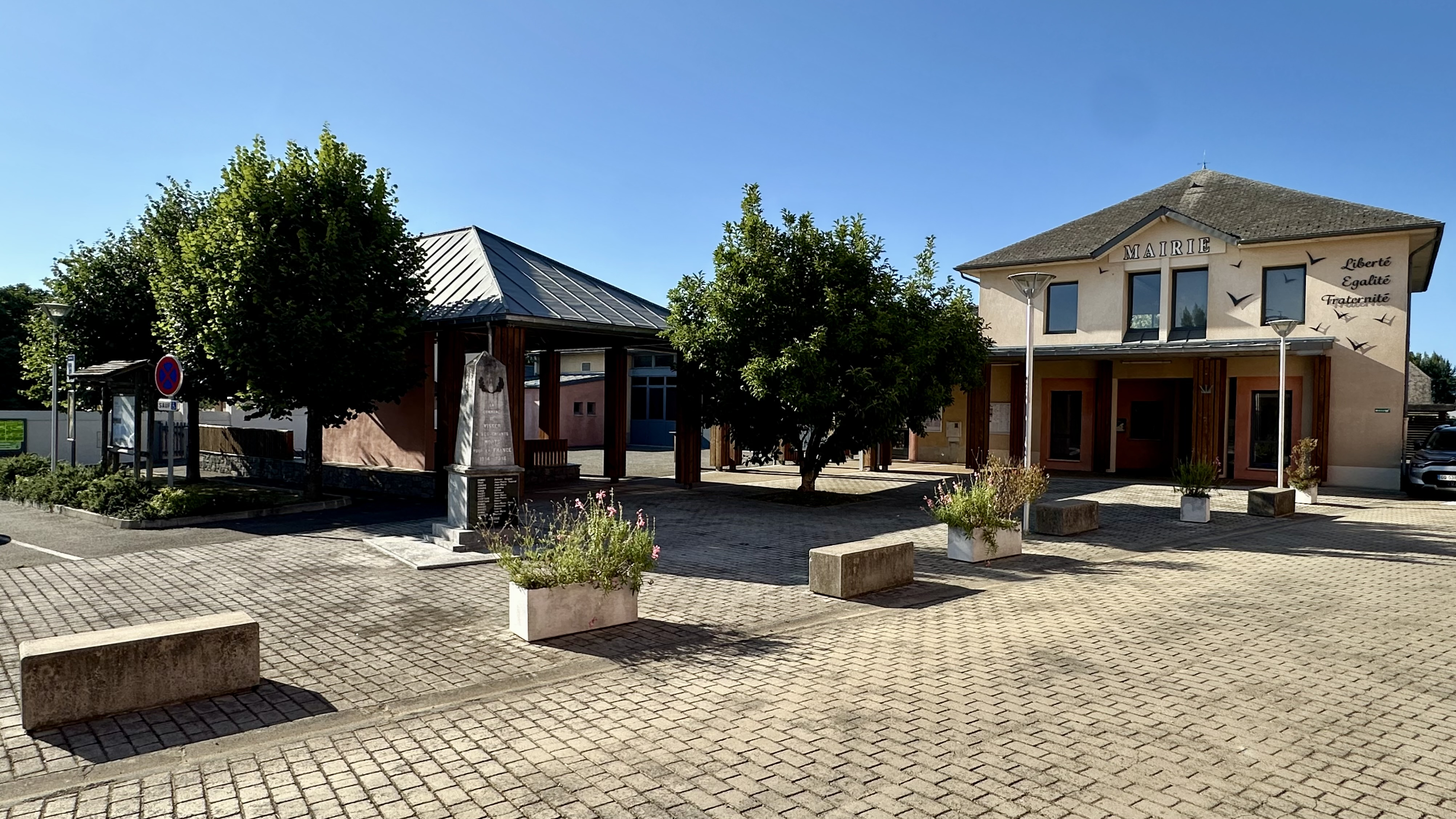
Mairie

| Période                                  | Période   | Identité         | Étiquette | Qualité               |
| ---------------------------------------- | --------- | ---------------- | --------- | --------------------- |
| Les données manquantes sont à compléter. |           |                  |           |                       |
| 1942                                     | mars 1977 | Jean Marie Pomes |           |                       |
| mars 1977                                | mars 1995 | André Domec      |           |                       |
| mars 1995                                | mars 2001 | André Bertranne  |           |                       |
| mars 2001                                | mars 2008 | Jean Duco        |           |                       |
| mars 2008                                | En cours  | Maryse Verdoux   | DVG       | Infirmière à domicile |

### Intercommunalité
Visker appartient à la communauté de communes du canton d'Ossun créée en décembre 1994 et qui réunit 17 communes.

## Population et société

### Démographie
| 1793 | 1800 | 1806 | 1821 | 1831 | 1836 | 1841 | 1846 | 1851 |
| ---- | ---- | ---- | ---- | ---- | ---- | ---- | ---- | ---- |
| 230  | 258  | 302  | 358  | 404  | 381  | 388  | 384  | 378  |

| 1856 | 1861 | 1866 | 1876 | 1881 | 1886 | 1891 | 1896 | 1901 |
| ---- | ---- | ---- | ---- | ---- | ---- | ---- | ---- | ---- |
| 349  | 357  | 358  | 353  | 359  | 338  | 336  | 324  | 307  |

| 1906 | 1911 | 1921 | 1926 | 1931 | 1936 | 1946 | 1954 | 1962 |
| ---- | ---- | ---- | ---- | ---- | ---- | ---- | ---- | ---- |
| 298  | 288  | 213  | 221  | 222  | 216  | 185  | 189  | 185  |

| 1968 | 1975 | 1982 | 1990 | 1999 | 2004 | 2006 | 2009 | 2014 |
| ---- | ---- | ---- | ---- | ---- | ---- | ---- | ---- | ---- |
| 183  | 182  | 223  | 245  | 309  | 331  | 331  | 328  | 327  |

| 2019 | 2022 | - | - | - | - | - | - | - |
| ---- | ---- | - | - | - | - | - | - | - |
| 351  | 368  | - | - | - | - | - | - | - |

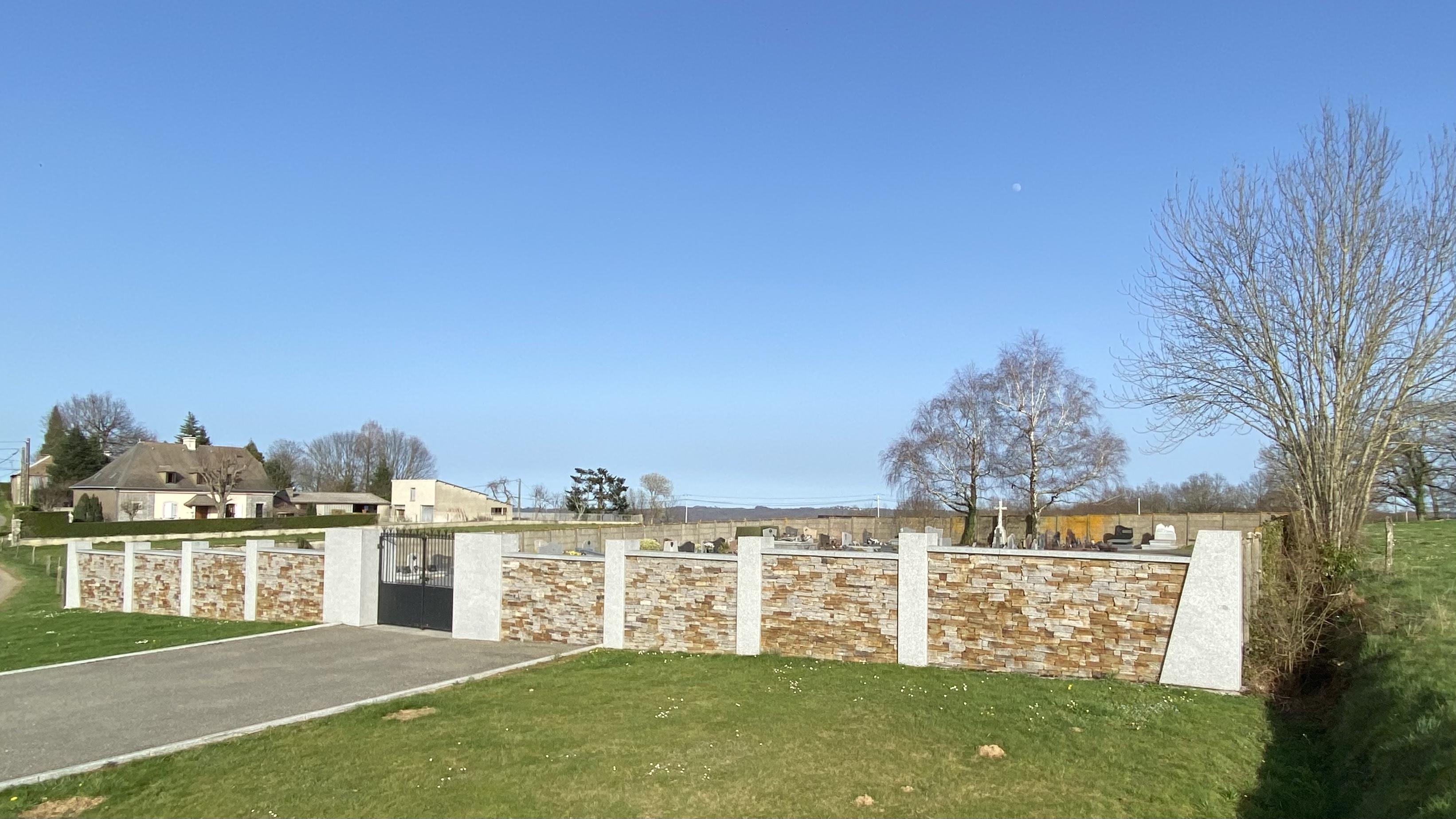
Second cimetière (le premier étant historiquement celui devant l’église).
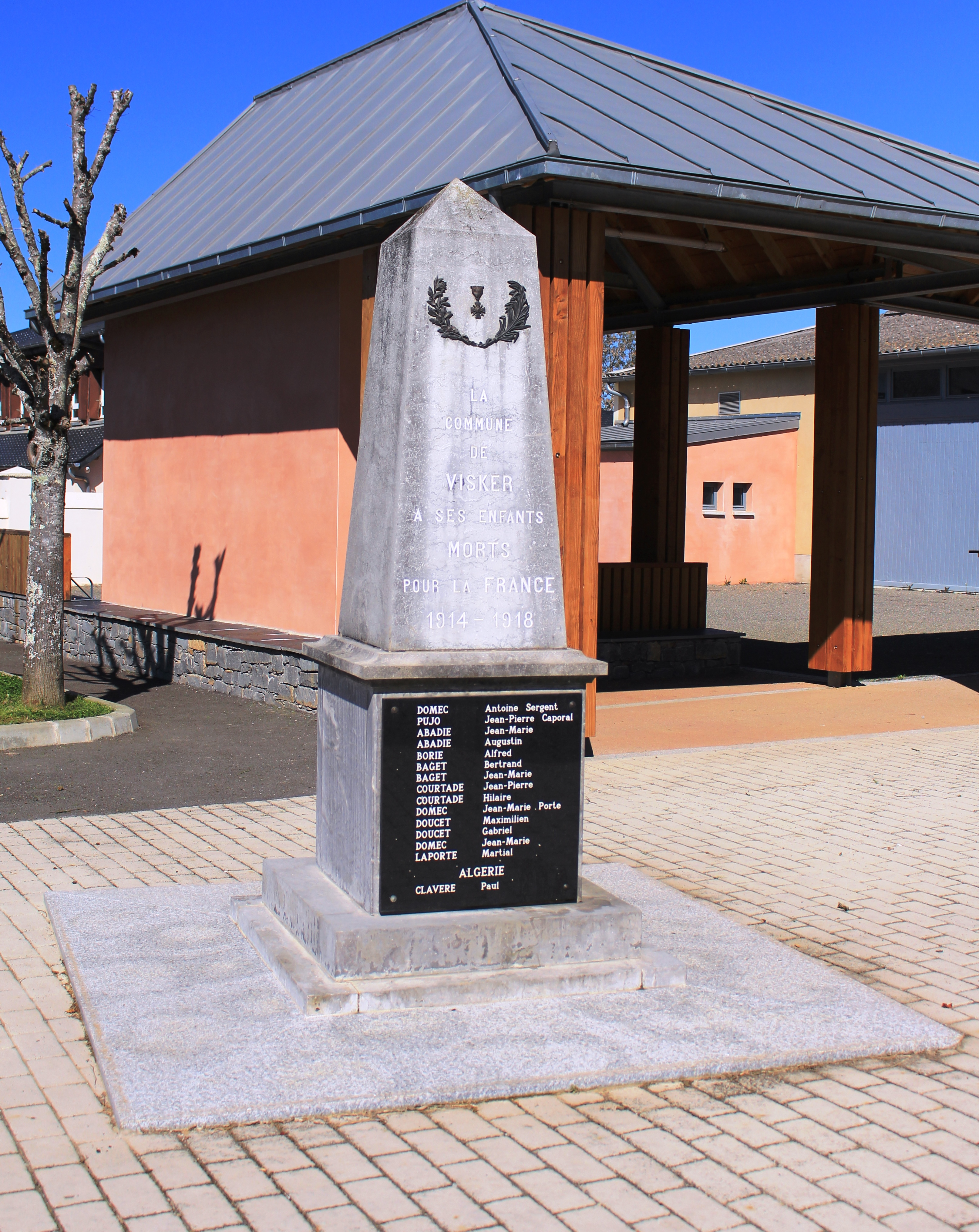
Le monument aux morts municipal.

### Enseignement
Visker fait partie du regroupement pédagogique intercommunal du Haut-Marquisat et accueille les élèves de CP et grande section. Les villages voisins abritent les autres niveaux. Des bus assurent les rotations entre les différentes écoles communales et la cantine intercommunale.

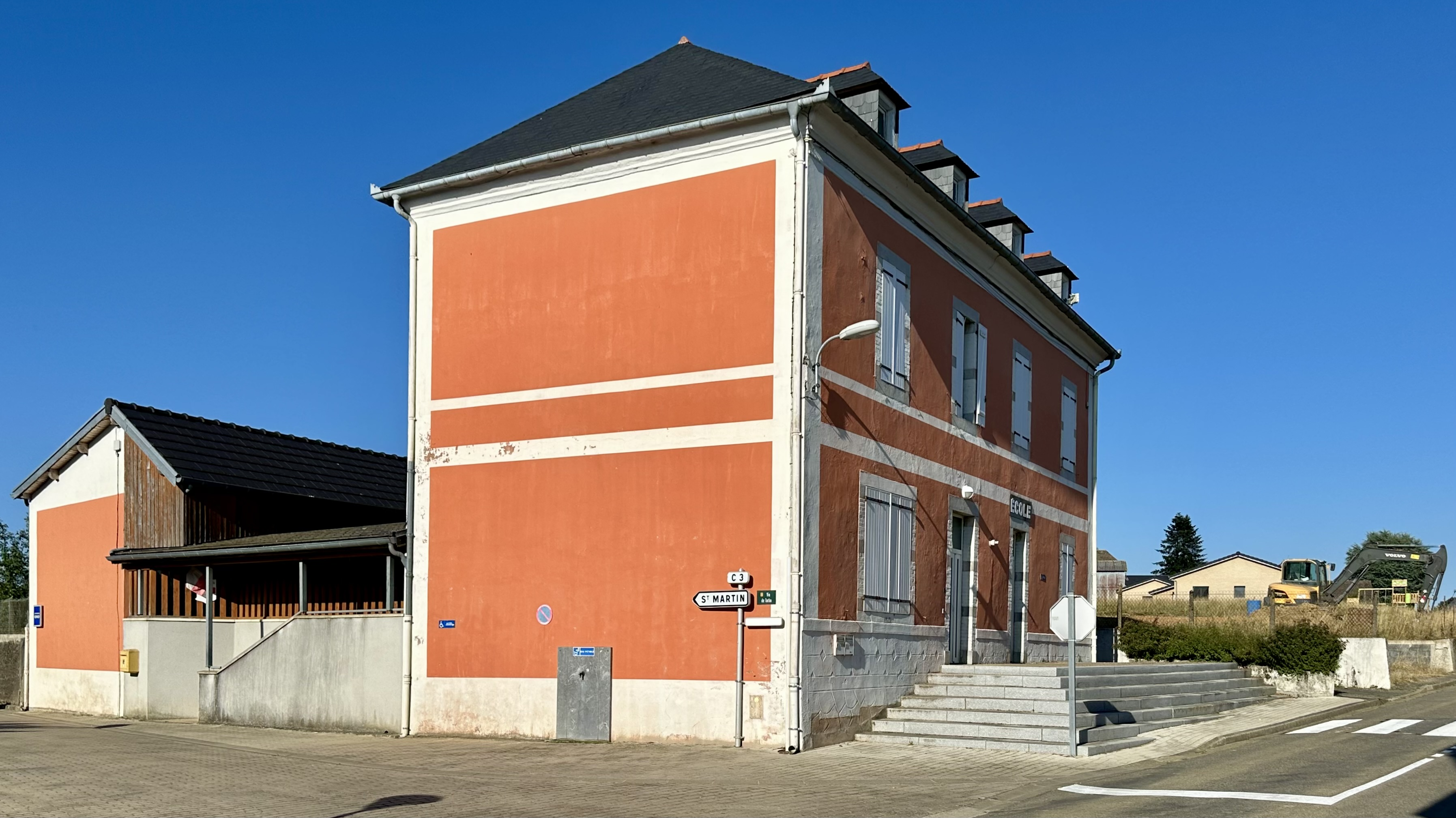
L’école.
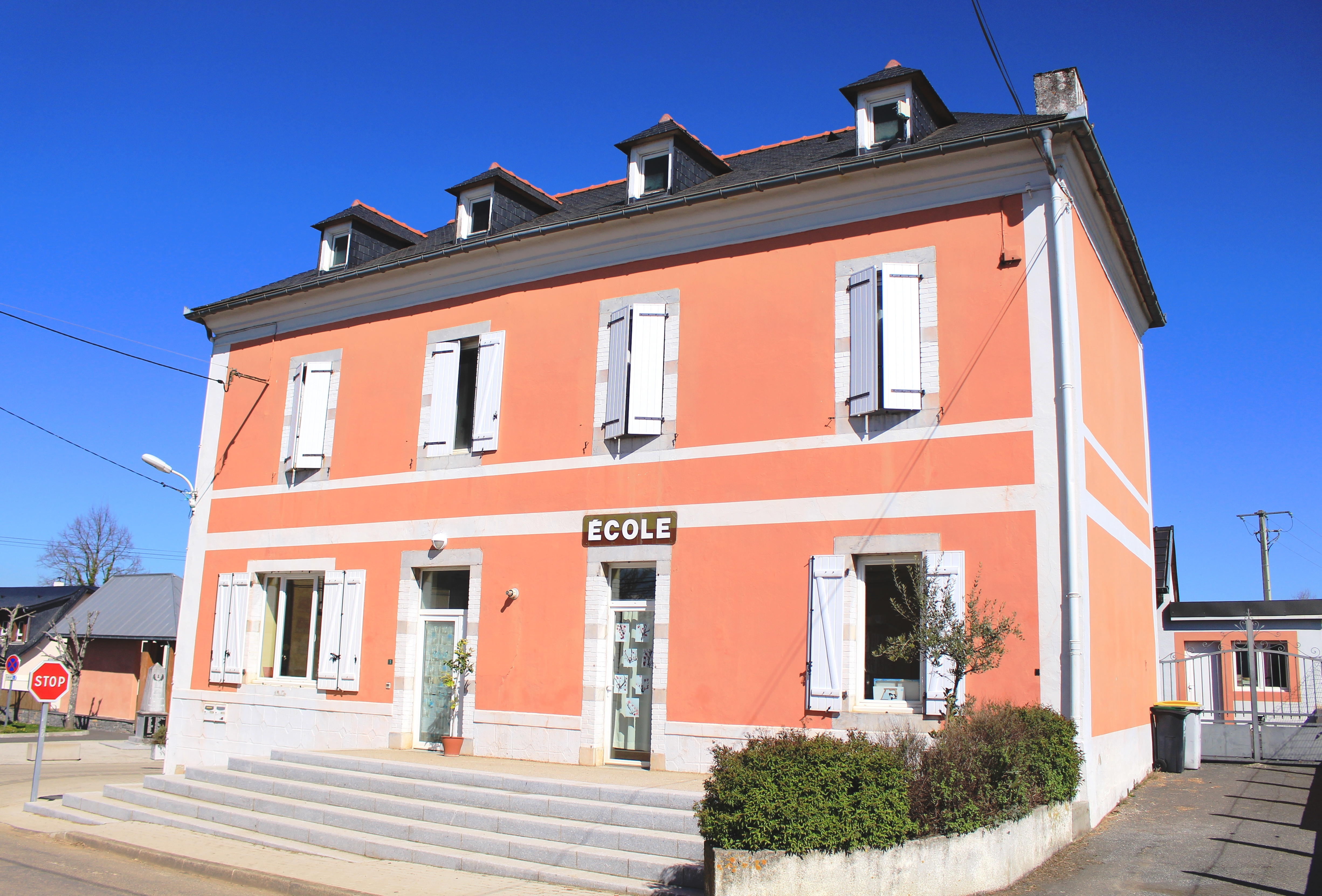

### Culture
Le gascon est la langue utilisée pour nommer les rues du village ou dans le cadre de la vie associative :
- carrera de Marca Dessus (rue Haute) ;
- carrera de Marca Devath (rue Basse) ;
- via de Tarba (route de Tarbes) ;
- larèr de Bisquèr (Foyer de Visker)...

On y pratique l'accordéon et différents loisirs associatifs.
Le village abrite une bibliothèque.

### Activités sportives

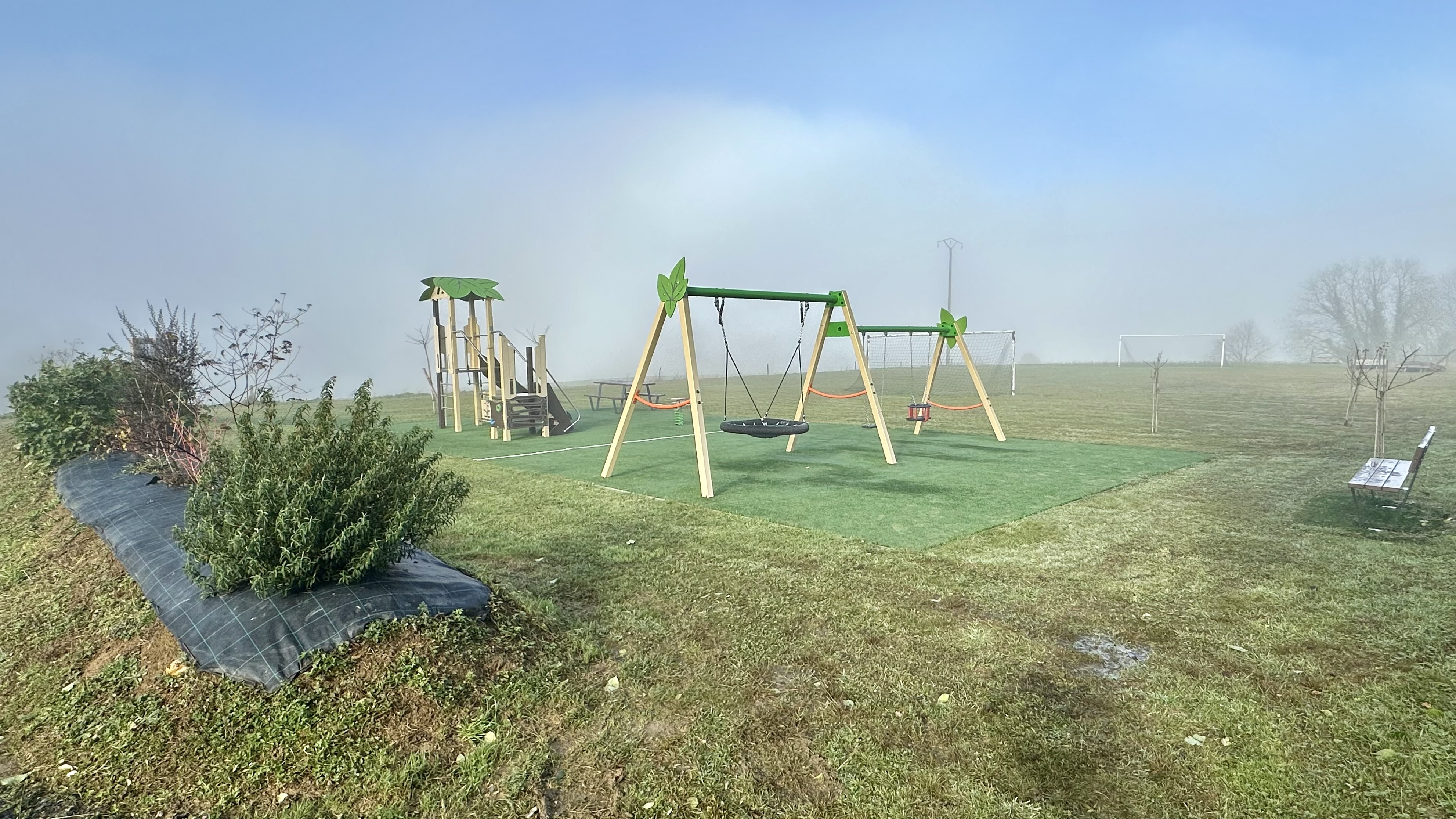
Terrain de jeux, de football et de tir à l’arc.

La commune compte des terrains de football, de pétanque et un de basket désaffecté.

#### Clubs sportifs du Marquisat
Louey abrite un club de football (U.S. Marquisat) et un de rugby à XV (R.C. Louey Marquisat) comptant des joueurs dans une dizaine de villages dont Visker.

## Économie

### Revenus
En 2018, la commune compte 147 ménages fiscaux, regroupant 364 personnes. La médiane du revenu disponible par unité de consommation est de 25 350 € (20 420 € dans le département).

### Emploi
|                | 2008  | 2013  | 2018  |
| -------------- | ----- | ----- | ----- |
| Commune        | 7,1 % | 6,5 % | 3,8 % |
| Département    | 7,7 % | 9,4 % | 9,8 % |
| France entière | 8,3 % | 10 %  | 10 %  |

En 2018, la population âgée de 15 à 64 ans s'élève à 205 personnes, parmi lesquelles on compte 74,6 % d'actifs (70,8 % ayant un emploi et 3,8 % de chômeurs) et 25,4 % d'inactifs,. Depuis 2008, le taux de chômage communal (au sens du recensement) des 15-64 ans est inférieur à celui de la France et du département.
La commune fait partie de la couronne de l'aire d'attraction de Tarbes, du fait qu'au moins 15 % des actifs travaillent dans le pôle,. Elle compte 20 emplois en 2018, contre 21 en 2013 et 16 en 2008. Le nombre d'actifs ayant un emploi résidant dans la commune est de 148, soit un indicateur de concentration d'emploi de 13,3 % et un taux d'activité parmi les 15 ans ou plus de 52,8 %.
Sur ces 148 actifs de 15 ans ou plus ayant un emploi, 17 travaillent dans la commune, soit 11 % des habitants. Pour se rendre au travail, 93,4 % des habitants utilisent un véhicule personnel ou de fonction à quatre roues, 0,7 % les transports en commun, 0,7 % s'y rendent en deux-roues, à vélo ou à pied et 5,3 % n'ont pas besoin de transport (travail au domicile).

### Activités
Visker compte de nombreuses exploitations agricoles tournées vers l'élevage extensif bovin et ovin, la production de lait, la culture du maïs et la basse-cour.
Il s'agit d'une destination du tourisme vert. Plusieurs gîtes ruraux accueillent les visiteurs.
Plusieurs artisans y exercent le métier de charpentier ou encore plombier.

## Culture locale et patrimoine

### Lieux et monuments

#### Patrimine religieux
L'église Saint-Jean-Baptiste de Visker brûla en 1569 durant les guerres de Religion, de même que les églises d'Averan, d'Orincles, de Louey et de Lanne. Elle est encore fortement endommagée en 1660 et 1815 à la suite de séismes. Elle est alors reconstruite par souscription volontaire des habitants. En 1999, après des travaux commencés en 1998, l'église de Visker retrouve son éclat originel.

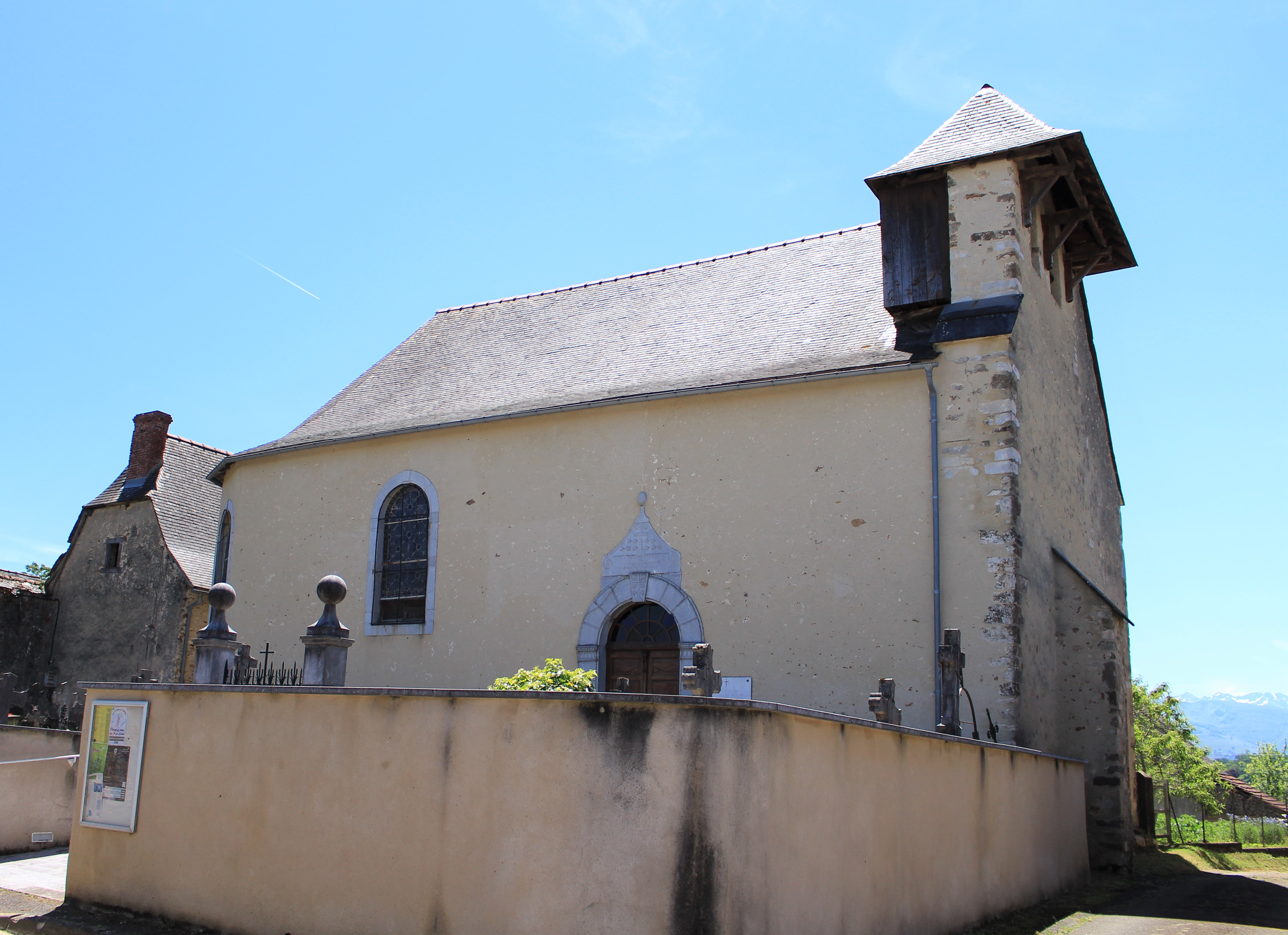
Église Saint-Jean-Baptiste.
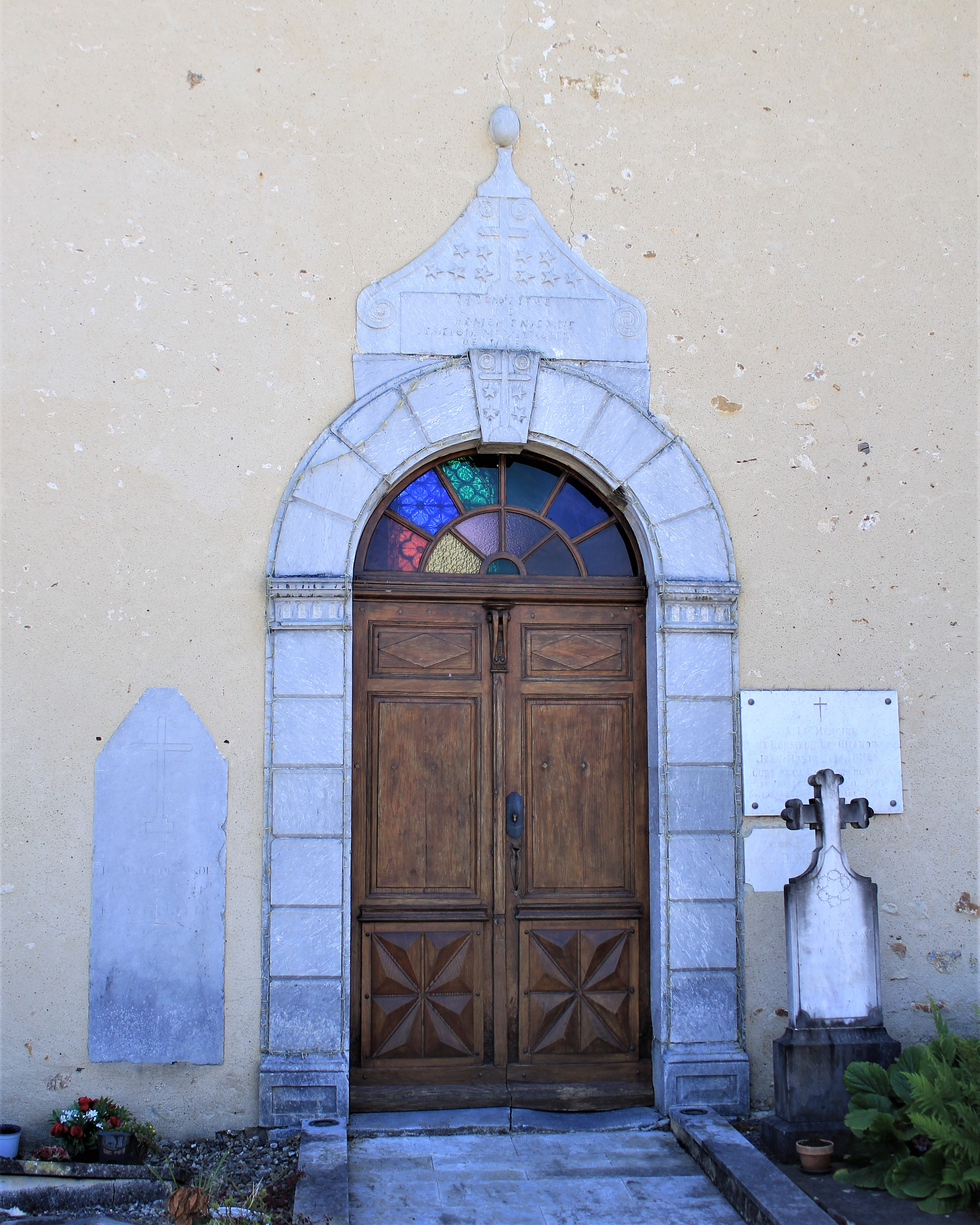
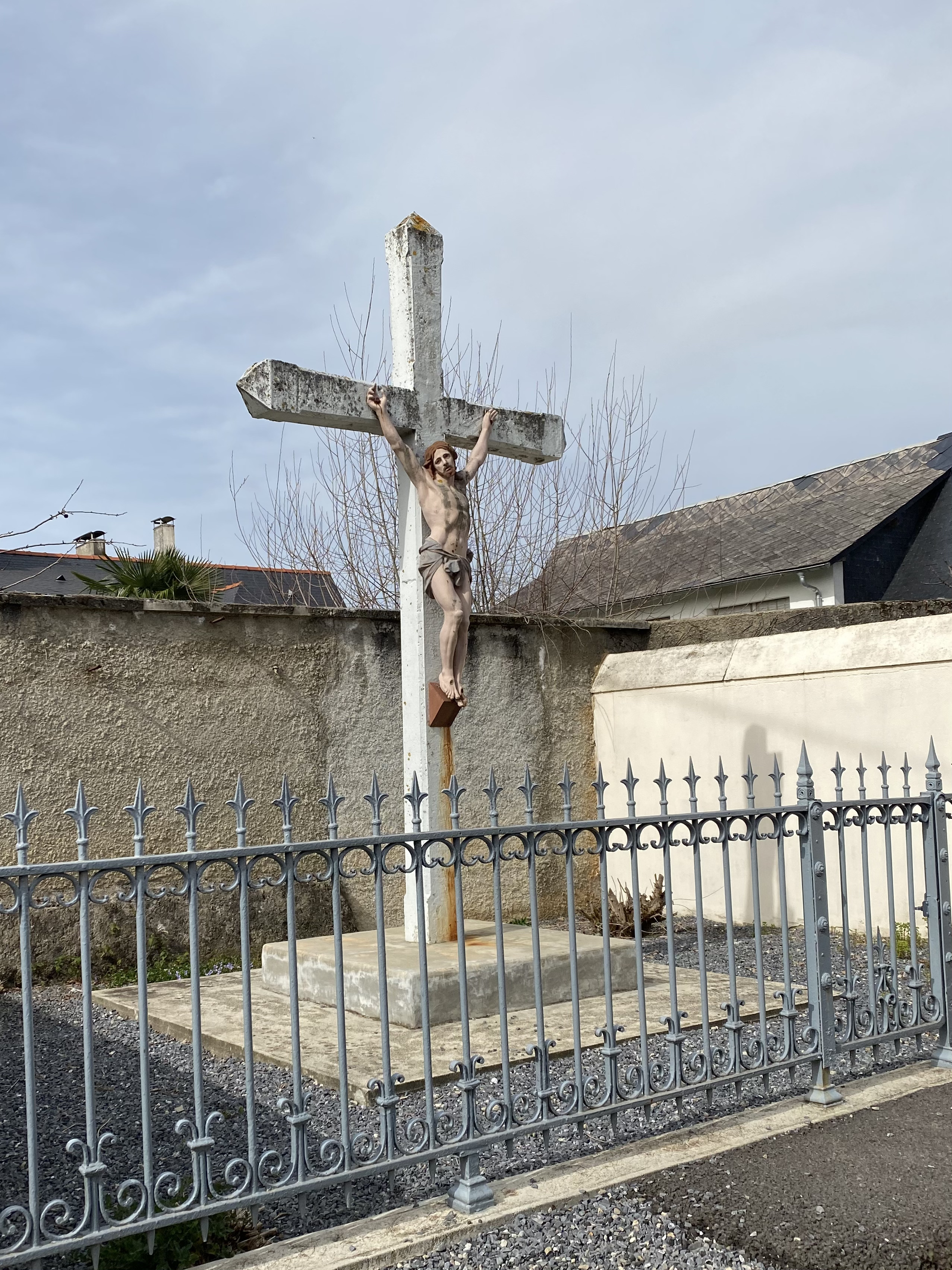
Croix de la place.
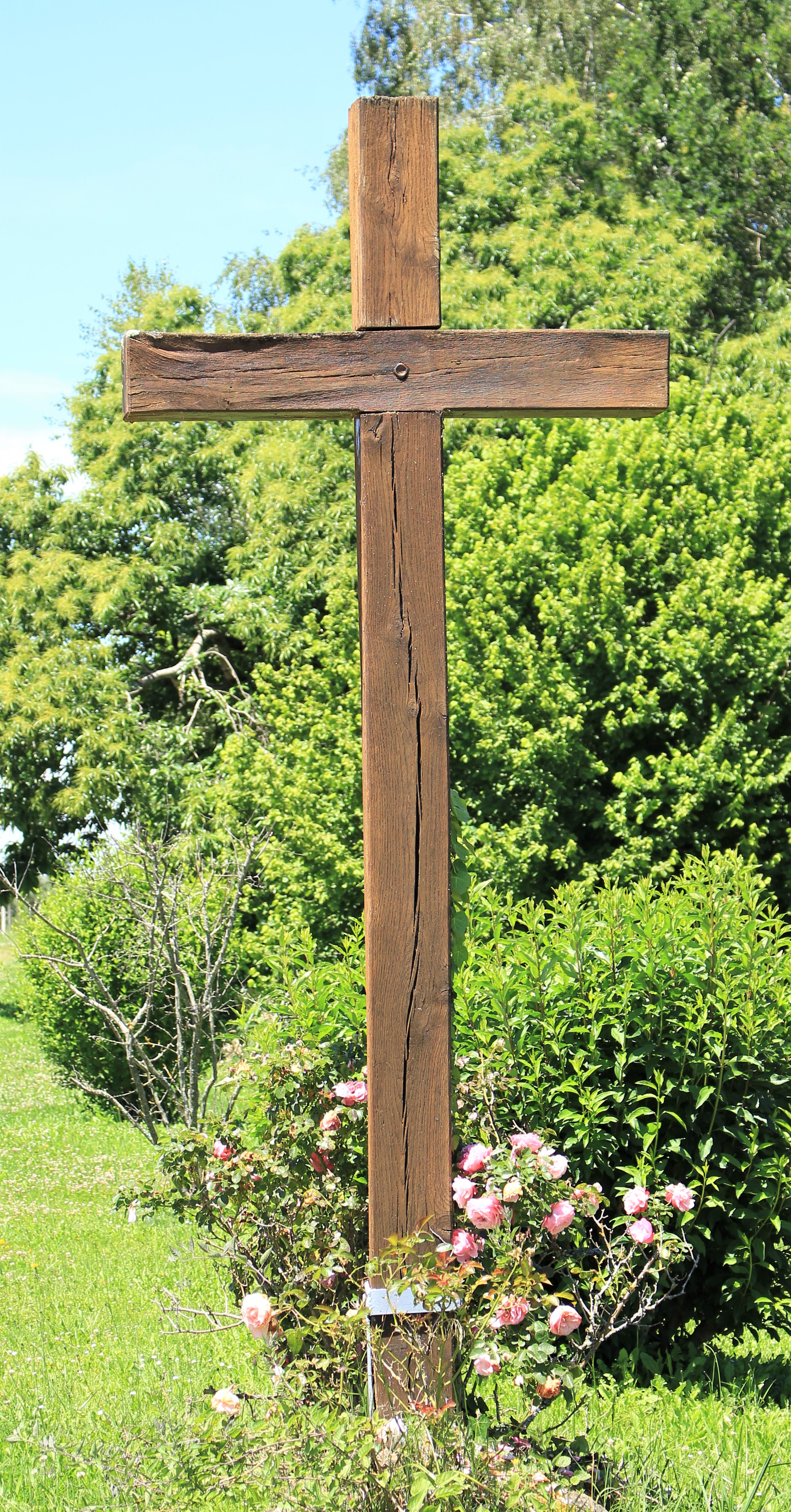

#### Fermes bigourdanes
Visker est riche de ces fermes à l'apparence assez monumentale et typique de la Bigorre. On y trouve de beaux exemples de portails monumentaux aux piliers originaux ou encore d'encadrements en pierre.

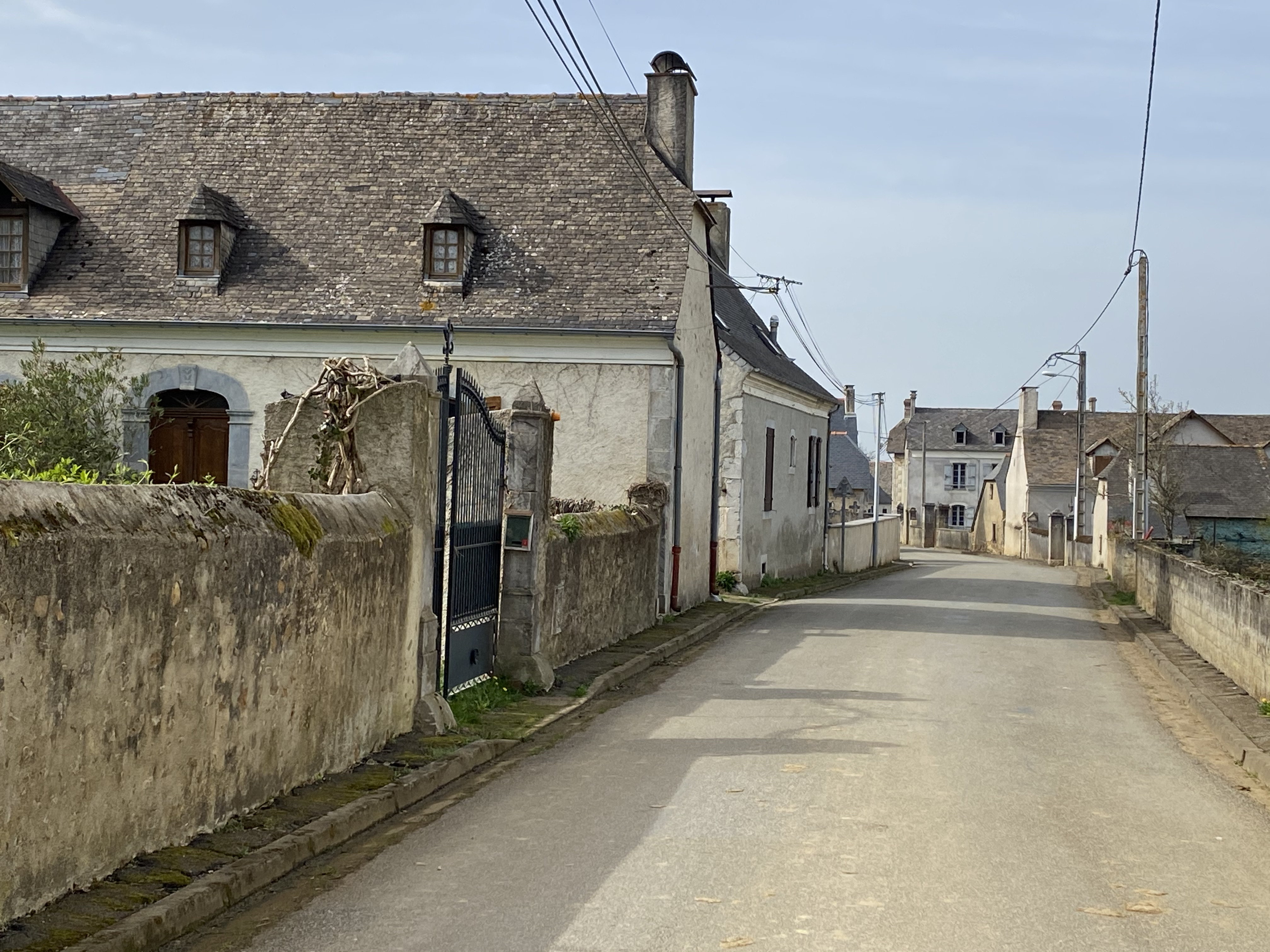
Carrera de Marca-Devath.
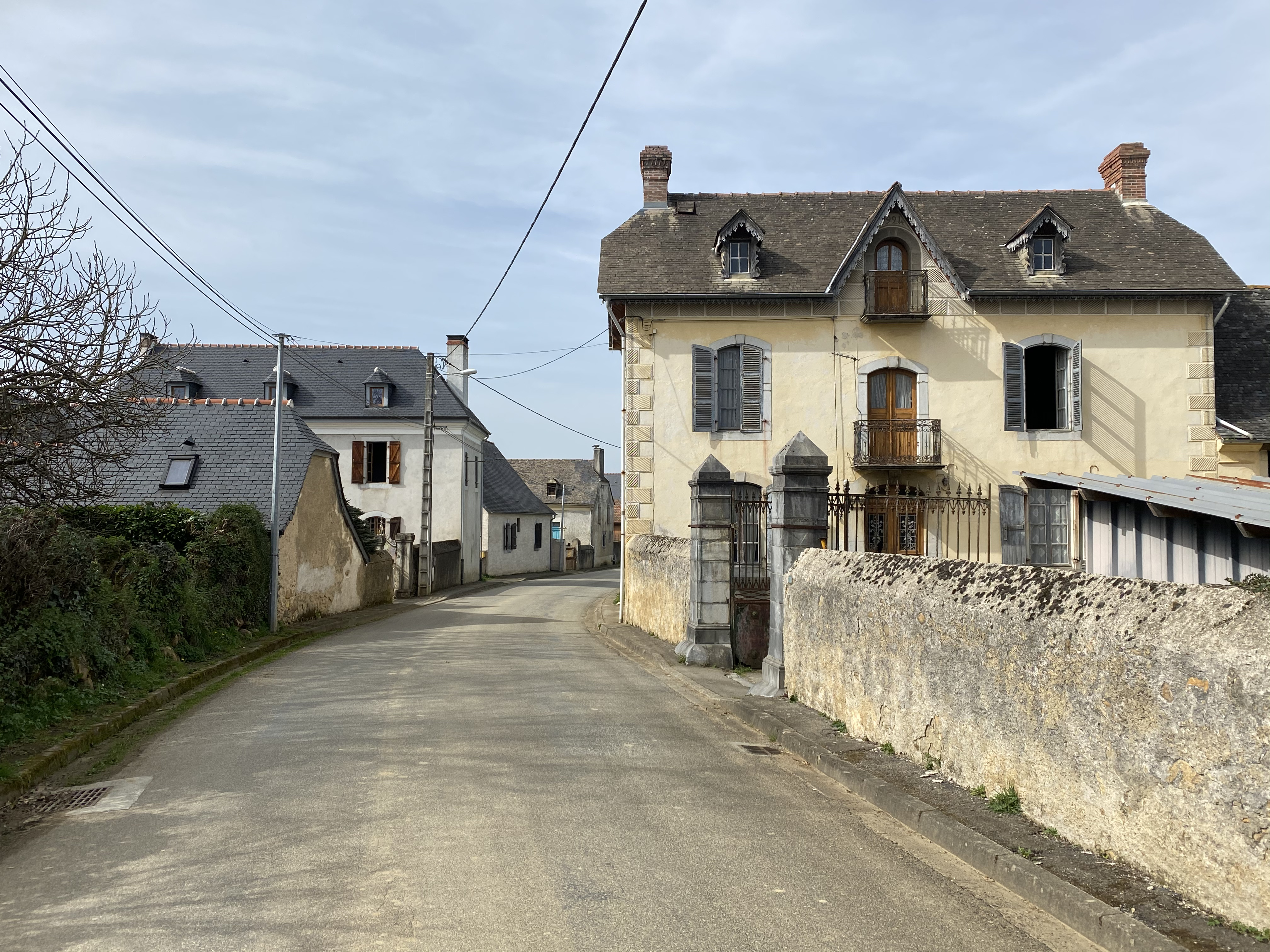
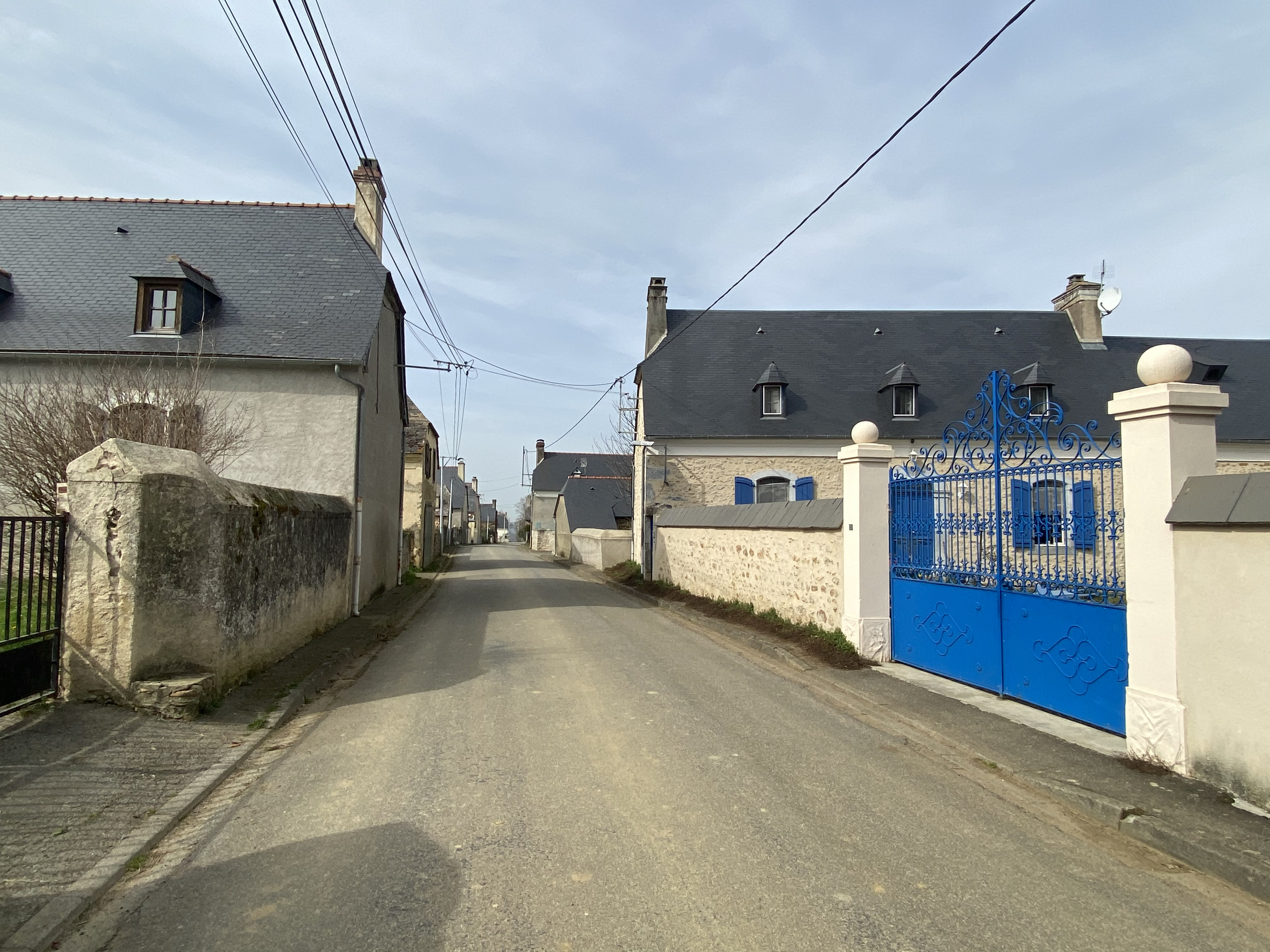

#### Lavoirs
D'anciens lavoirs, servant encore d'abreuvoirs, sont visibles dans le village dont celui dit « dera Pasada » et celui dit « de la Cantire ».

### Arbres symboles

#### Le chêne de Visker
À l'extrémité est du village, trônait un imposant chêne tricentenaire qui aurait servi de tour de guet aux troupes napoléoniennes. Abattu en 1964 par décision municipale, l'endroit est aujourd'hui occupé par deux platanes. Il offre un magnifique panorama sur l'ensemble de l'agglomération tarbaise.

#### L'arbre de la laïcité
En 2010, un arbre de la laïcité a été planté à l'entrée ouest du village.

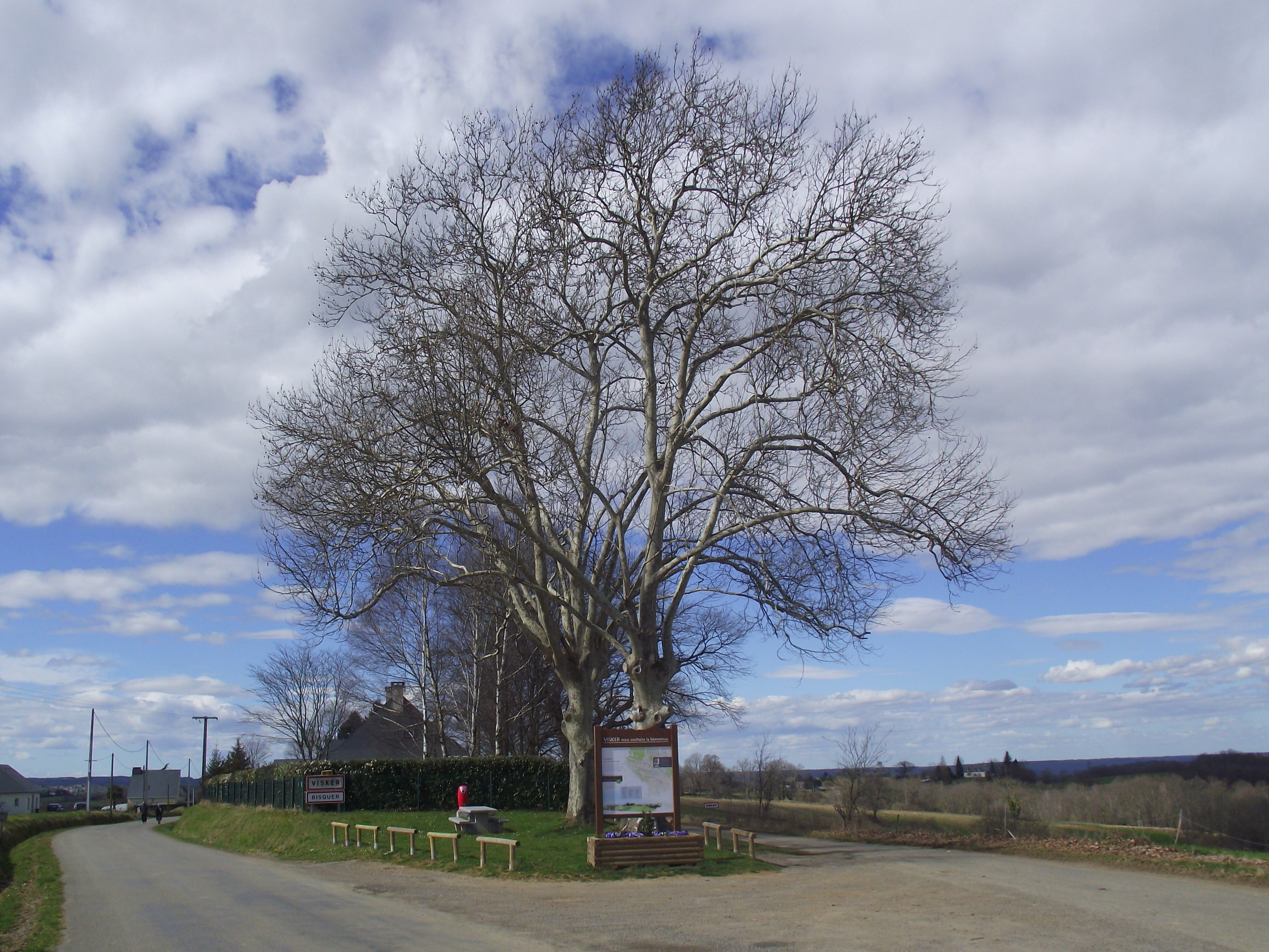
Platanes remplaçants du chêne de Visker
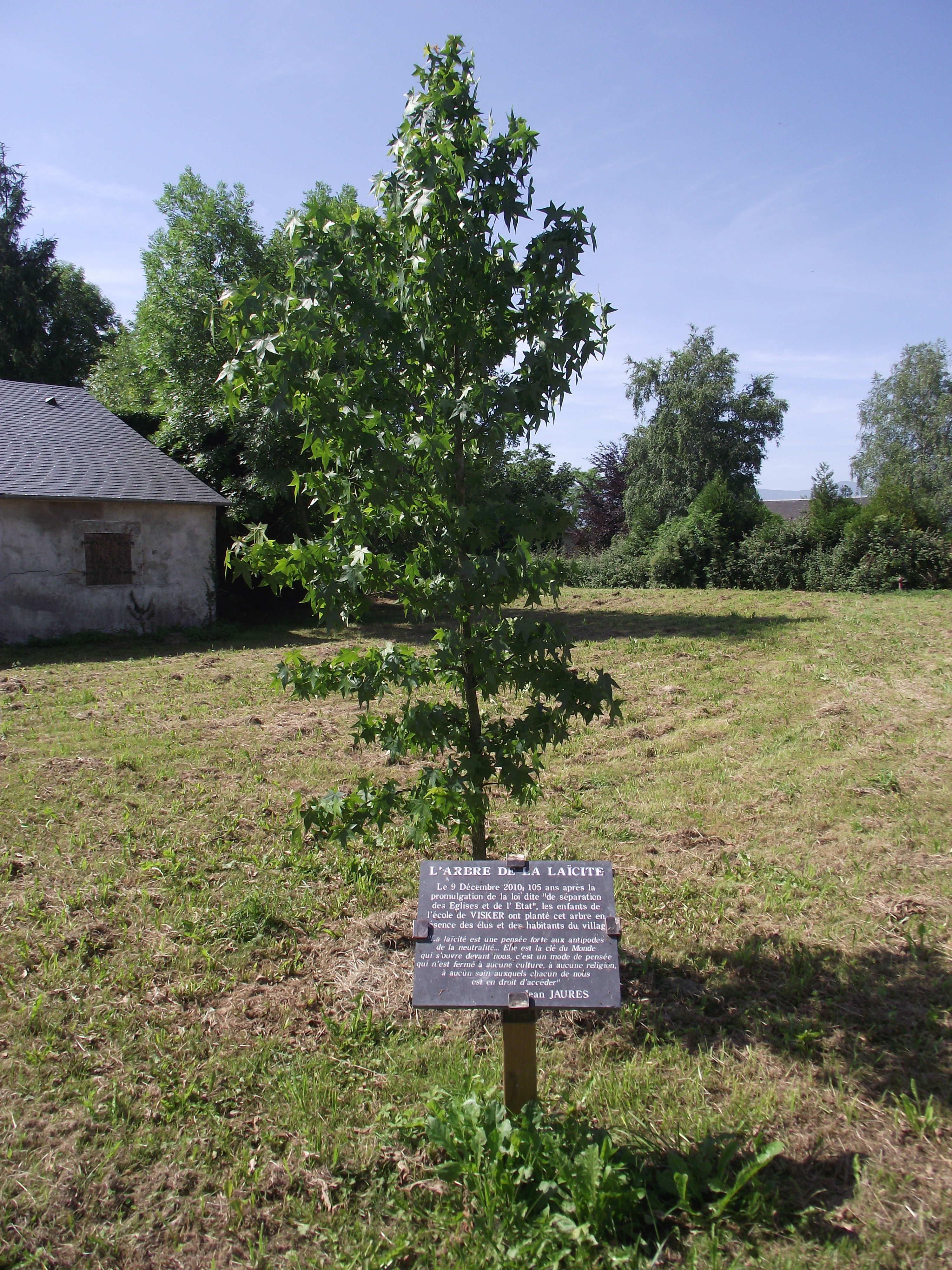
Arbre de la laïcité.